# Nègue (Escoutay)
Die Nègue ist ein kleiner Fluss im südlichen Zentralmassiv von Frankreich, der im Département Ardèche der Region Auvergne-Rhône-Alpes südwestlich der Stadt Montélimar verläuft.

## Geographie

### Verlauf
Die Nègue entspringt an der Nordostflanke des Bergmassivs Dent de Rez im Gemeindegebiet von Gras, entwässert generell Richtung Nordost über das Hochplateau Plateau de Laoul und mündet nach rund 15 Kilometern im Gemeindegebiet von Saint-Thomé als rechter Nebenfluss in den Escoutay. 

### Durchquerte Gemeinden
(Reihenfolge in Fließrichtung)
- Gras
- Larnas
- Saint-Thomé